# 国道445号
国道445号（こくどう445ごう）は、熊本県熊本市中央区から人吉市に至る一般国道である。

## 概要
熊本市中央区の国道3号分岐（代継橋交差点）より南下し、熊本県内の阿蘇南麓から九州山地の山間部を縫って同県南部の人吉盆地位置する人吉市の国道219号交点（人吉市下城本町交差点）に至る延長約143 kmの一般国道の路線で、主な通過地は、上益城郡嘉島町、御船町、山都町、下益城郡美里町三和、八代市泉町椎原、球磨郡五木村、相良村である。起点の熊本市中央区から嘉島町までの約7 km区間は国道266号と重用しており、嘉島町以東より実延長部である単独区間となる。また、阿蘇の南麓に位置する山都町上寺から美里町三和までの約16 km区間は、国道218号との重用区間である。
熊本市中央区から御船町辺田見交差点までは4車線で整備されている。辺田見交差点から山都町を経由して美里町に至るまでは、山岳区間で一部線形の悪い箇所が存在するが、舗装は比較的良好で登坂車線が整備されているなど、道路状況は悪くない。下益城郡美里町から球磨郡五木村までのうち二本杉峠（美里町側）、五家荘（八代市泉町）を中心とした区間が、未改良ですれ違いが困難な道路（いわゆる「酷道」）となっている。五木村以南はおおむね線形の良い快走路として整備されているが、人吉市街に一部狭い区間が存在する。

### 路線データ

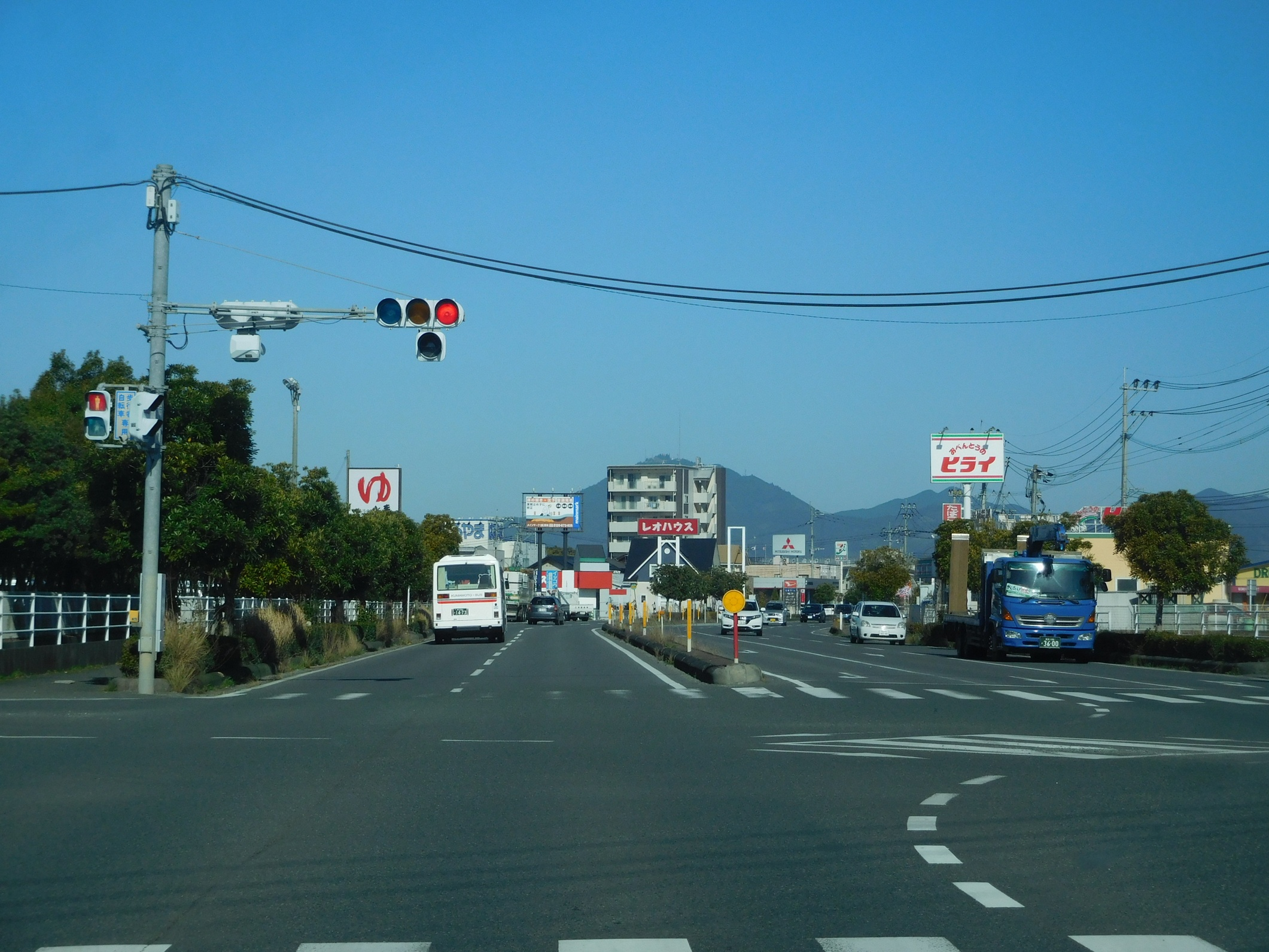
嘉島町（イオンモール熊本付近）

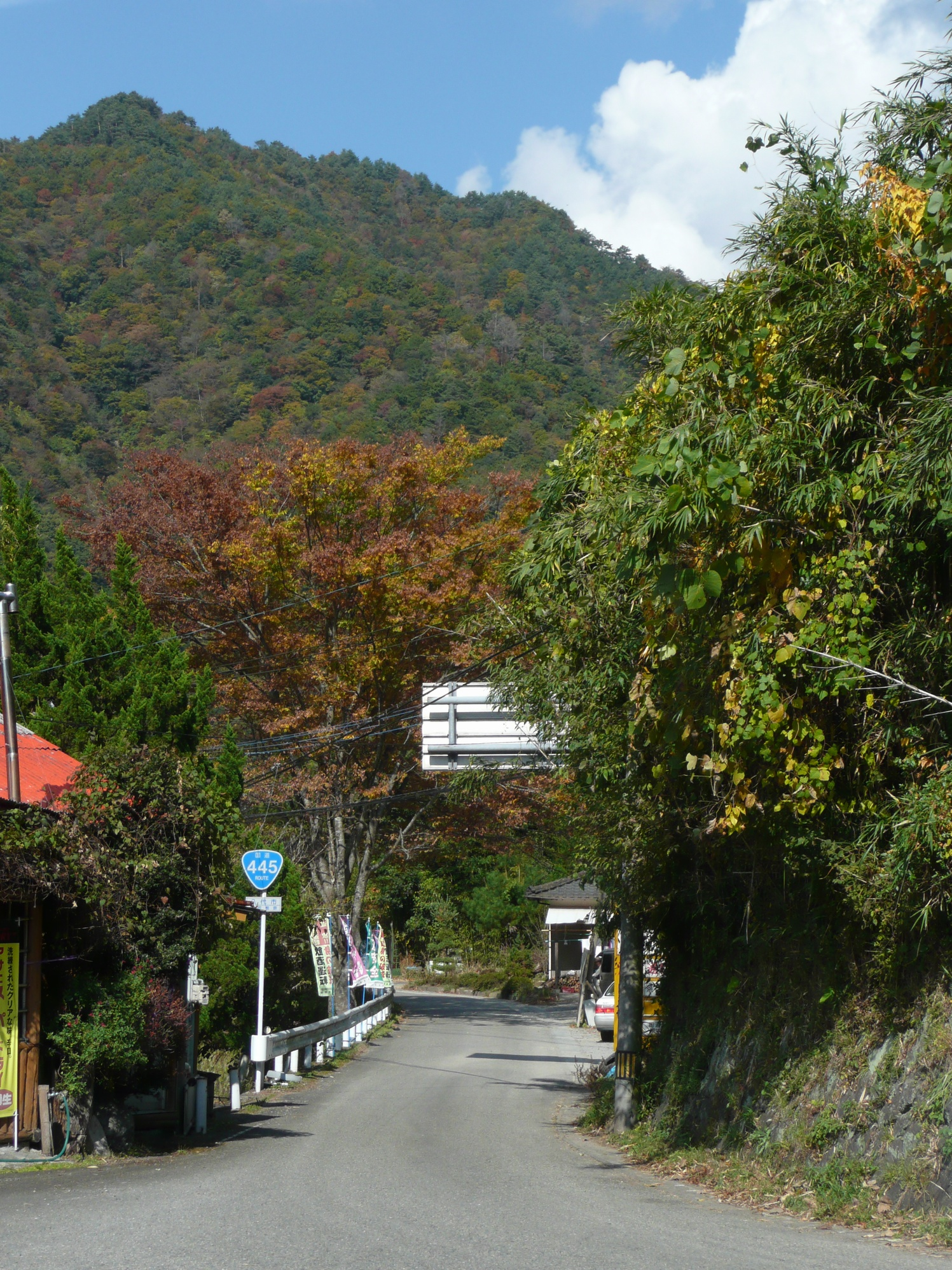
八代市泉町椎原（しいばる）

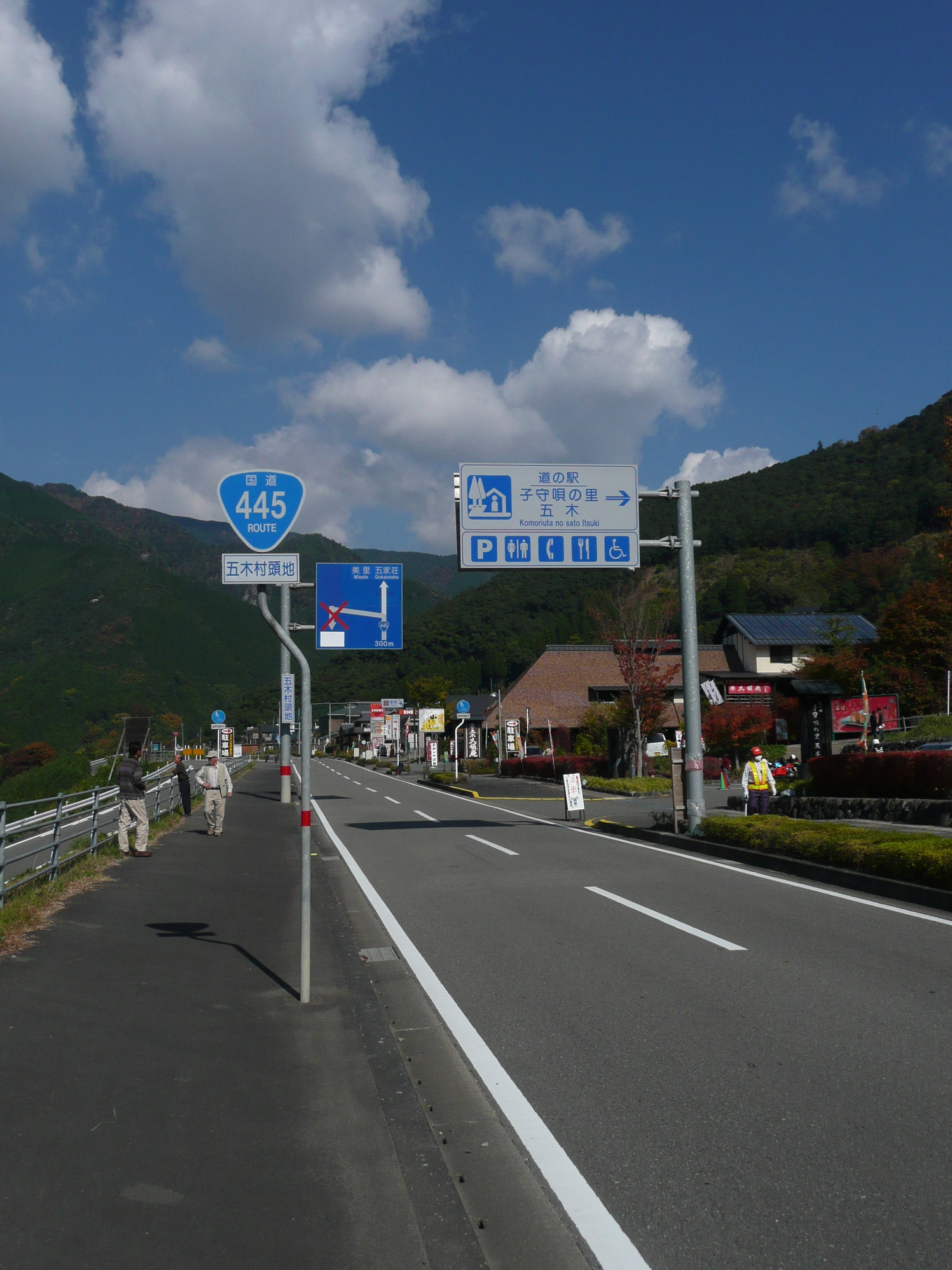
五木村頭地（とうじ）
川辺川ダム事業による付け替え道路

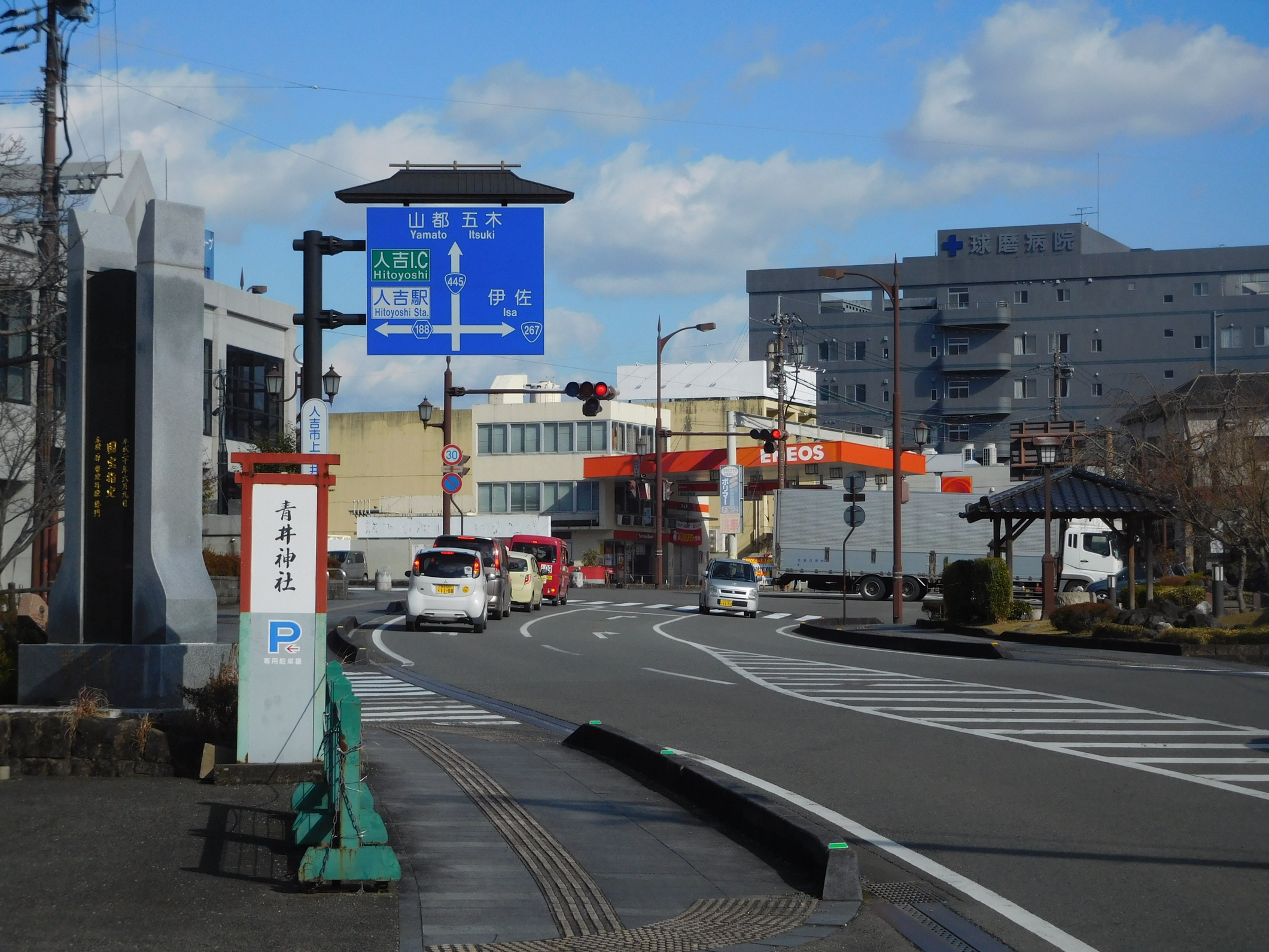
人吉市街（青井阿蘇神社前）

一般国道の路線を指定する政令に基づく起終点および重要な経過地は次のとおり。
- 起点：熊本市（中央区、代継橋交差点 = 国道3号交点、国道266号終点）
- 終点：人吉市（下薩摩瀬町交差点 = 国道219号交点）
- 重要な経過地：熊本県上益城郡嘉島町、同郡御船町、同郡矢部町[注釈 2]、同県下益城郡砥用町[注釈 3]、同県球磨郡五木村
- 総延長 : 142.6 km（熊本県 136.4 km、熊本市 6.1 km）重用延長を含む。[2][注釈 4]
- 重用延長 : 22.8 km（熊本県 16.7 km、熊本市 6.1 km）[2][注釈 4]
- 未供用延長 : なし[2][注釈 4]
- 実延長 : 119.8 km（熊本県 119.8 km、熊本市 - km）[2][注釈 4]
  - 現道 : 110.8 km（熊本県 110.8 km、熊本市 - km）[2][注釈 4]
  - 旧道 : 7.8 km（熊本県 7.8 km、熊本市 - km）[2][注釈 4]
  - 新道 : 1.2 km（熊本県 1.2 km、熊本市 - km）[2][注釈 4]
- 指定区間：なし[3]

## 歴史
- 1982年（昭和57年）4月1日 - それまでの県道2号熊本浜線、県道25号砥用五木線および県道15号人吉宮原線の一部を統合して一般国道445号指定[注釈 5]。
- 2018年（平成30年）3月27日 - 熊本県告示第274号により上益城郡御船町小坂 - 辺田見交差点間のバイパスと並行する旧道を小坂 - 滝川交差点間は熊本県道239号御船甲佐線に、滝川交差点 - 辺田見交差点間は町道に降格[4]。
- 2023年（令和5年）
  - 7月3日 - 梅雨前線による集中豪雨のため、上益城郡山都町の御船川にかかっていた金内橋が崩落。通行止めになった[5]。
  - 11月21日 - 金内橋の仮橋が開通する[6]。

## 路線状況

### バイパス
- 熊本浜線バイパス
- 泉相良バイパス

### 重複区間
- 国道266号（熊本市中央区下通・代継橋交差点（起点） - 上益城郡嘉島町大字鯰・鯰交差点）
- 国道443号（上益城郡御船町辺田見）
- 国道218号（上益城郡山都町上寺 - 下益城郡美里町三和）

### 道路施設

#### トンネル
起点から
- 七滝トンネル：延長130 m、1996年（平成8年）竣工、上益城郡御船町
- 牧野トンネル：延長165 m、1988年（昭和63年）竣工、上益城郡山都町（国道218号重複区間）
- 万坂隧道：延長596 m、上益城郡山都町 - 下益城郡美里町（国道218号重複区間）
- 北野隧道：延長69 m、1973年（昭和48年）竣工、下益城郡美里町（国道218号重複区間）
- 馬入隧道：延長195 m、1971年（昭和46年）竣工、下益城郡美里町（国道218号重複区間）
- 船津隧道：延長81 m、1971年（昭和46年）竣工、下益城郡美里町（国道218号重複区間）
- 平家トンネル：延長758 m、1998年（平成10年）竣工、八代市
- 五家荘トンネル：延長640 m、2015年（平成27年）竣工、八代市
- 上荒地トンネル：延長185 m、1989年（平成元年）竣工、球磨郡五木村
- 神屋敷トンネル：延長487 m、1999年（平成11年）竣工、球磨郡五木村
- 下谷トンネル：延長448 m、1998年（平成10年）竣工、球磨郡五木村
- 鈴ヶ谷トンネル：延長218 m、1994年（平成6年）竣工、球磨郡五木村
- 大平トンネル：延長384 m、1990年（平成2年）竣工、球磨郡五木村
- 瀬目トンネル：延長695 m、1995年（平成7年）竣工、球磨郡五木村
球磨郡五木村瀬目地内にあるトンネル。地すべりにより変状が生じたため、交通安全の確保から現在は全面通行止めである[7]。2017年9月開通の予定で、迂回トンネルの建設が進められている[7]。このため熊本県では、川辺川を挟んだ現トンネルの対岸にある村道を県管理の国道445号に認定して迂回路としている[7]。
- 藤田トンネル：延長304 m、1992年（平成4年）竣工、球磨郡相良村

#### 道の駅
- 子守唄の里五木（球磨郡五木村）

## 地理

### 通過する自治体
- 熊本県
  - 熊本市（中央区 - 南区 - 東区） - 上益城郡嘉島町 - 上益城郡御船町 - 上益城郡山都町 - 下益城郡美里町 - 八代市 - 球磨郡五木村 - 球磨郡相良村 - 球磨郡山江村 - 人吉市

### 交差する道路
| 交差する道路                                                 | 市町村名 | 市町村名 | 交差する場所     | 交差する場所         |
| ------------------------------------------------------------ | -------- | -------- | ---------------- | -------------------- |
| 国道3号 国道218号 重複 国道219号 重複 国道266号 重複区間起点 | 熊本市   | 中央区   | 下通             | 代継橋交差点 / 起点  |
| 熊本県道104号熊本浜線                                        | 熊本市   | 中央区   | 南熊本5丁目      | 南熊本交差点         |
| 国道57号 熊本県道236号神水川尻線 重複区間起点                | 熊本市   | 南区     | 田井島1丁目      | 田井島交差点         |
| 熊本県道236号神水川尻線 重複区間終点                         | 熊本市   | 東区     | 画図町大字重富   | 画図町重富交差点     |
| 熊本県道103号熊本空港線 熊本県道104号熊本浜線 重複区間起点   | 熊本市   | 東区     | 画図町大字下無田 |                      |
| 国道266号 重複区間終点                                       | 上益城郡 | 嘉島町   | 大字鯰           | 嘉島町鯰交差点       |
| 熊本県道50号熊本嘉島線                                       | 上益城郡 | 嘉島町   | 大字上島         |                      |
| 熊本県道32号小川嘉島線                                       | 上益城郡 | 嘉島町   | 大字上島         | 嘉島町上島交差点     |
| 熊本県道226号六嘉秋津新町線                                  | 上益城郡 | 嘉島町   | 大字上六嘉       |                      |
| E3 九州自動車道                                              | 上益城郡 | 御船町   | 大字小坂         | 16 御船IC            |
| 熊本県道239号御船甲佐線                                      | 上益城郡 | 御船町   | 大字小坂         |                      |
| 国道443号 重複区間起点                                       | 上益城郡 | 御船町   | 大字辺田見       |                      |
| 国道443号 重複区間終点                                       | 上益城郡 | 御船町   | 大字辺田見       | 辺田見交差点         |
| 熊本県道219号横野矢部線                                      | 上益城郡 | 御船町   | 大字滝尾         |                      |
| E77 九州中央自動車道                                         | 上益城郡 | 山都町   | 北中島           | 3 山都中島西IC       |
| 熊本県道152号稲生野甲佐線 重複区間起点                       | 上益城郡 | 山都町   | 北中島           |                      |
| 熊本県道57号益城矢部線                                       | 上益城郡 | 山都町   | 北中島           | 山都町北中島交差点   |
| 熊本県道152号稲生野甲佐線 重複区間終点                       | 上益城郡 | 山都町   | 金内             |                      |
| 熊本県道223号島木上寺線                                      | 上益城郡 | 山都町   | 上寺             |                      |
| 国道218号 重複区間起点 熊本県道104号熊本浜線 重複区間終点    | 上益城郡 | 山都町   | 上寺             | 山都町上寺交差点     |
| 熊本県道180号南田内大臣線 熊本県道219号横野矢部線            | 上益城郡 | 山都町   | 南田             | 南田交差点           |
| 熊本県道220号三本松甲佐線                                    | 下益城郡 | 美里町   | 畝野             | 金木交差点           |
| 熊本県道153号清和砥用線                                      | 下益城郡 | 美里町   | 栗崎             | 金木交差点           |
| 国道218号 重複区間終点                                       | 下益城郡 | 美里町   | 三和             | 三和交差点           |
| 熊本県道159号樅木河合場線 重複区間起点                       | 八代市   | 八代市   | 泉町仁田尾       |                      |
| 熊本県道159号樅木河合場線 重複区間終点                       | 八代市   | 八代市   | 泉町樅木         |                      |
| 熊本県道52号小川泉線                                         | 八代市   | 八代市   | 泉町椎原         |                      |
| 熊本県道247号久連子落合線                                    | 八代市   | 八代市   | 泉町柿迫         |                      |
| 熊本県道161号五木湯前線                                      | 球磨郡   | 五木村   | 甲               |                      |
| 熊本県道25号宮原五木線                                       | 球磨郡   | 五木村   | 甲               |                      |
| 熊本県道48号多良木相良線                                     | 球磨郡   | 相良村   | 大字四浦東       |                      |
| 熊本県道324号小枝深水線                                      | 球磨郡   | 相良村   | 大字深水         |                      |
| 熊本県道33号人吉水上線                                       | 人吉市   | 人吉市   | 願成寺町         | 人吉市願成寺町交差点 |
| 熊本県道54号人吉インター線                                   | 人吉市   | 人吉市   | 五日町           | 五日町交差点         |
| 熊本県道188号人吉停車場線                                    | 人吉市   | 人吉市   | 上青井町         |                      |
| 国道219号                                                    | 人吉市   | 人吉市   | 下城本町         | 下薩摩瀬町交差点     |

### 交差する鉄道
- 豊肥本線
- くま川鉄道
- 肥薩線

### 峠
- 万坂峠
- 二本杉峠（1,100 m）